# Preghiera della serenità

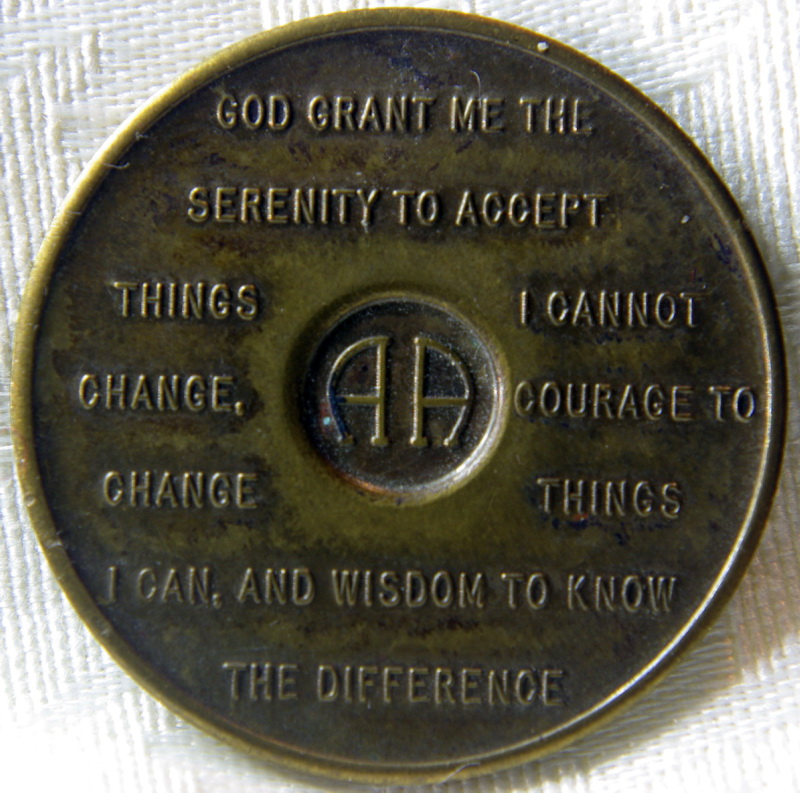
La strofa più nota della preghiera riportata su una medaglia degli Alcolisti Anonimi

La preghiera della serenità (Serenity Prayer) è stata scritta nel XX secolo dal teologo protestante statunitense Reinhold Niebuhr. Viene spesso riportata in una forma breve, che costituisce solo un estratto dell'originale (le prime tre righe) e che si ritrova anche in leggere variazioni:

## Origine
L'origine della preghiera è nebulosa; la sua prima testimonianza scritta risale al 1944, quando un amico di Niebuhr, Howard Chandler Robbins, gli chiese il permesso per inserirla in un libro del Federal Council of Churches destinato ai cappellani militari, dopo averla sentita in un suo sermone. Quanto a Niebuhr, pare che non abbia pubblicato di proprio conto la preghiera sino al 1951, allorché apparve in una delle sue riviste.
Tuttavia il testo della preghiera circolava oralmente almeno dal 1936, e citazioni che esprimono idee simili sono attestate sin dall'anno 500; Niebuhr stesso, quando gli veniva chiesta l'origine della preghiera, si diceva fermamente convinto di esserne l'autore, anche se ammetteva la possibilità di aver tratto l'ispirazione da qualche fonte poi dimenticata. La figlia di Niebuhr, Elisabeth Sifton, ha affermato che suo padre la compose e che la utilizzò per la prima volta nell'estate del 1943, tuttavia essa appare scritta in giornali e riviste stampati prima di quell'anno; la moglie di Niebuhr, Ursula, affermò invece che la preghiera era stata scritta nel 1941 o nel 1942, ma che avrebbe potuto essere usata sin dal 1934.

## Popolarità e attribuzioni
La fama della preghiera crebbe enormemente quando gli Alcolisti Anonimi la adottarono, nel periodo della seconda guerra mondiale o poco dopo, nel loro programma dei dodici passi, del quale fa parte tuttora; uno dei fondatori degli Alcolisti Anonimi, Bill W., asserì nel suo libro Alcoholics Anonymous Comes of Age di "non aver mai visto così tanto degli A.A. in così poche parole".
Secondo alcuni critici, almeno negli ambiti inglese e tedesco, la preghiera della serenità è divenuta la più diffusa preghiera originatasi in tempi moderni, rivaleggiando forse in popolarità anche con il Padre nostro; all'inizio del XXI secolo il Libro dei fatti la inserì tra le dieci citazioni di statunitensi più celebri.
Con l'accrescersi della fama della preghiera, essa venne attribuita a numerosissimi autori, generalmente senza alcun criterio, fra i quali anonimi egizi, Aristotele, Cicerone, Marco Aurelio, Agostino, Boezio, Francesco d'Assisi, Tommaso d'Aquino, Baruch Spinoza e svariati capi militari della seconda guerra mondiale. Particolare è la ragione dell'attribuzione al teologo tedesco Friedrich Christoph Oetinger, dovuta all'utilizzo (non accreditato a Niebuhr) in un libro degli anni cinquanta scritto da Theodor Wilhelm, un professore dell'Università di Kiel, firmatosi con lo pseudonimo "Friedrich Oetinger".

## Testo completo
Il testo completo della preghiera è riportato di seguito: